# Show No Mercy
Albums de Slayer
Haunting the Chapel
(1984)
Show No Mercy  est le premier album du groupe de thrash metal américain Slayer, sorti en 1983.
Fortement teinté des grands groupes de metal du début des années 1980 (notamment Iron Maiden qui, un an auparavant, sort son album culte : The Number of the Beast), Show No Mercy fait toutefois se distinguer Slayer des groupes déjà existants par un rythme beaucoup plus rapide. En ce sens, l'année de sortie de Show No Mercy demeure la même que celle d'un des autres albums essentiels de l'histoire de metal, à savoir Kill 'Em All de Metallica. Ainsi, les deux groupes, dans la continuité de Motörhead, contribuent au développement du thrash metal. 
Cependant, à la différence de Metallica, Slayer s'inspire beaucoup des thèmes sataniques dans ses textes, comme l'illustre l'un des morceaux phares de l'album : Black Magic. Il suit en cela l'influence de Venom ou, bien plus tôt, Black Sabbath.

## Liste des titres
| No  | Titre                       | Paroles                   | Musique                   | Durée |
| --- | --------------------------- | ------------------------- | ------------------------- | ----- |
| 1.  | Evil Has No Boundaries      | Jeff Hanneman, Kerry King | Kerry King                | 3:09  |
| 2.  | The Antichrist              | Jeff Hanneman             | Jeff Hanneman, Kerry King | 2:49  |
| 3.  | Die by the Sword            | Jeff Hanneman             | Jeff Hanneman             | 3:36  |
| 4.  | Fight Till Death            | Jeff Hanneman             | Jeff Hanneman             | 3:37  |
| 5.  | Metal Storm/Face the Slayer | Kerry King                | Jeff Hanneman, Kerry King | 4:53  |
| 6.  | Black Magic                 | Kerry King                | Jeff Hanneman, Kerry King | 4:03  |
| 7.  | Tormentor                   | Jeff Hanneman             | Jeff Hanneman             | 3:45  |
| 8.  | The Final Command           | Kerry King                | Jeff Hanneman, Kerry King | 2:32  |
| 9.  | Crionics                    | Jeff Hanneman, Kerry King | Jeff Hanneman, Kerry King | 3:29  |
| 10. | Show No Mercy               | Kerry King                | Kerry King                | 3:06  |

- Cet album a fait l'objet d'une ré-édition incluant 2 titres de l'EP Haunting the Chapel : Chemical Warfare et Agressive Perfector.

## Composition du groupe
- Tom Araya - chant, basse
- Jeff Hanneman - guitare
- Kerry King - guitare
- Dave Lombardo - batterie

### Musicien additionnel
- Gene Hoglan : voix sur Evil Has No Boundaries